# Reproduction humaine
 (juin 2008).
Si vous disposez d'ouvrages ou d'articles de référence ou si vous connaissez des sites web de qualité traitant du thème abordé ici, merci de compléter l'article en donnant les références utiles à sa vérifiabilité et en les liant à la section « Notes et références ».
Pour les articles homonymes, voir sexualité (homonymie).
La reproduction humaine ou procréation humaine est l'ensemble des processus par lesquels un homme et une femme engendrent un nouvel individu. Elle est le résultat de la fécondation humaine.
Médicalement, elle relève du domaine de la médecine de la reproduction, dont fait partie la procréation médicalement assistée.

## Régulation de la fonction de procréation chez l'homme

### Activité testiculaire: une double fonctionnalité

#### Production de spermatozoïdes
La spermatogenèse s’exerce dans les tubes séminifères (une centaine de tubes pelotonnés). Dans la paroi de ces tubes, des cellules germinales souches subissent de nombreuses mitoses (divisions cellulaires à l'identique) et une méiose (division aboutissant aux futurs gamètes contenant la moitié du patrimoine génétique) centripète.
Les spermatozoïdes sont libérés dans la lumière du tube puis gagnent l’épididyme où ils acquièrent leur mobilité et leur capacité à féconder l'ovule. Cette étape est appelée « capacitation ». Ils se mélangent au cours de l’éjaculation aux sécrétions prostatiques et séminales (80 % du volume) pour former le sperme. Les spermatozoïdes sont des cellules spécialisées dans leur fonction de reproduction (ils ne contiennent que des organites indispensables à leur fonction : transférer l'information génétique mâle à l'intérieur du gamète femelle).
La testostérone produite par les cellules interstitielles de Leydig stimule la spermatogenèse en se fixant sur les cellules de la paroi des tubes séminifères. Les cellules de Sertoli (rôle de soutien et de nutrition) sécrètent une protéine indispensable à la fixation de la testostérone sur les tubes séminifères et testiculaire.

#### Synthèse de testostérone
La testostérone, seule hormone testiculaire mâle de l’adulte, est sécrétée localement et dans la circulation sanguine.
Elle est active en très petite quantité, et sécrétée de manière pulsatile, par pulses de quelques minutes (espacés de périodes de non sécrétions). Mais la testostéronemie oscille autour d’une valeur globalement constante.
Elle stimule aussi la spermatogenèse au niveau des tubes séminifère et provoque la mise en place et le maintien des caractères sexuels secondaires à partir de la puberté.
Remarque : Chez certains mammifères, la testostérone est sécrétée en grande quantité lors de périodes particulières.

### Contrôle hormonal du fonctionnement du testicule: 3 niveaux de contrôle

#### Rôle de l’anté-hypophyse
Les pulses de testostérone sont déclenchés par des pulses de LH (Hormone lutéinisante). La pulsatilité de LH est indispensable a la sécrétion pulsatile de testostérone.
La FSH (Hormone Folliculo Stimulante) stimule les cellules de Sertoli a synthétiser une protéine(APB) indispensable à la fixation de la testostérone sur la paroi des tubes séminifères.
L’anté-hypophyse contrôle donc, indirectement, la spermatogenèse grâce à ces deux gonadostimulines.

#### Rôle du complexe hypothalamo-hypophysaire
Sous l’influence de certains facteurs environnementaux externes (luminosité, température) et internes (adrénaline) des neurones hypothalamiques sécrètent une neurohormone GnRH de manière pulsatile et périodique qui déclenche les pulses de LH et de FSH

#### Rôle du testicule lui-même: rétrocontrôle négatif
Le maintien d’une testostéronemie globalement constante est assuré par un rétrocontrôle négatif (ou rétroaction négative) exercé par la testostérone sur le CHH (il existe donc des récepteurs à testostérone) lorsque la testostéronémie dépasse une valeur seuil.
Ce rétrocontrôle négatif induit une diminution de la production de GnRH et donc de LH ce qui provoque une diminution de la production de testostérone. Ceci permet de garder le taux de testostérone aux alentours de 5 ng/L.

## Régulation de la fonction de reproduction chez la femme

### Fonctionnement

#### Cycle ovarien
Au moment de la phase préovulatoire, un des nombreux follicules qui auront évolué en  stade primaire, secondaire puis tertiaire (cavitaire) a une croissance très rapide pour arriver au stade de De Graaf. L'ovocyte se libère de la granulosa et se retrouve dans la cavité folliculaire accompagné par la couronne radiée. Peu de temps avant l'ovulation, l'ovocyte I devient un ovocyte II. Il se bloque en métaphase II et la méiose se termine s'il y a fécondation.

#### Ovulation
Elle dure quelques minutes. L'ovocyte II est accompagné des cellules de la couronne radiée. L'ovulation est spontanée et se produit en fin de phase folliculaire, et se fait en partie grâce aux hulmormones. En effet, ces hormones sécrétés par les cellules interstitielles chez la femme permettent l'activation d'une mitose, suivie d'une méiose de l'ovocyte II, qui devient alors l'ovule. L'ovulation se fait peu après la maturation de l'ovocyte II en ovule; soit, l'ovulation intervient de façon imprévue au cours du cycle.

#### Phase lutéale
Le reste du follicule éclaté se transforme en « corps jaune ». Les cellules de la granulosa se multiplient et se transforme en cellules lutéales. Puis, le corps jaune régresse et se charge d'un pigment jaune. En fin de cycle, il devient une cicatrice à la surface de l'ovaire. C'est ce qu'on appelle le corps blanc. S'il n'y a pas de fécondation, un nouveau cycle commence.

### Contrôle hormonal du fonctionnement

#### Hormones ovariennes
Les œstrogènes dont l'œstradiol : Les œstrogènes sont sécrétés par les cellules de la thèque interne, la granulosa des follicules et les cellules lutéiniques du corps jaune. La principale sécrétion est l'œstradiol. Au cours du cycle, il y a deux pics : Le premier correspond à la sécrétion des œstrogènes par les follicules. C'est un pic de croissance du follicule avant l'ovulation. Le second pic correspond à la sécrétion des œstrogènes par le corps jaune. S'il se produit une fécondation, alors il n'y aura pas de chute de concentration d'œstrogènes en fin de cycle.
Les progestagènes : ils sont produits par les cellules lutéiniques du corps jaune. Ils évoluent en un seul pic au milieu de la phase lutéinique. Ils correspondent au développement maximal des cellules lutéiniques du corps jaune. S'il y a fécondation, ce taux reste élevé car il y a persistance du corps jaune.

#### Rôle du complexe hypothalamo-hypophysaire (CHH)
L'hypophyse sécrète : 
- FSH : hormone folliculo stimulante (glycoproteine) cette hormone stimule la croissance et la maturation des follicules donc des cellules folliculaires de la granulosa et des cellules thècales, donc cette hormone stimule indirectement la sécrétion d'œstrogènes. Son action complète nécessite la présence de LH ;
- LH : hormone luténisante (glycoproteine) cette  hormone agit en synergie avec FSH, elle contribue au développement des follicules et provoque l'ovulation. Elle induit la formation du corps jaune et donc indirectement la production de progestérone.

#### Rétrocontrôle ovarien
En début de cycle, aucun follicule n'est très développé, l'œstradiol est en faible concentration donc il y a un rétrocontrôle négatif des œstrogènes sur le Complexe Hypothamo-Hypophysaire. Le taux de FSH augmente légèrement, ce qui stimule le développement folliculaire.
Quelques follicules grossissent, il y a alors une augmentation du taux d'œstrogène produit par les follicules et donc un rétrocontrôle positif plus important. Puis, chute du taux de FSH et seul le follicule dominant poursuit son évolution. 
En fin de phase folliculaire, si l'imprégnation de l'hypophyse par les œstrogènes est suffisante en quantité et en durée, on a un rétrocontrôle positif des œstrogènes sur le Complexe Hypothamo-Hypophysaire. Il y a augmentation des sécrétions des gonadostimulines et en particulier de LH qui augmente, donc il y a un pic de LH qui déclenche l'ovulation.
En phase lutéinique, le  pic de LH est aussi nécessaire a la mise en place du corps jaune.
LH stimule la production de progestérone par le corps jaune qui secrète aussi des œstrogènes.
Le couple œstrogène/progestérone exerce un rétrocontrôle négatif sur le Complexe Hypothamo-Hypophysaire et donc il n'y a pas de développement de nouveaux follicules. En fin de cycle, il y a une chute de concentration d'œstrogènes et de progestérone car le corps jaune dégénère. Ainsi le rétrocontrôle négatif diminue, la FSH augmente et l'on redémarre un nouveau cycle.

## Fécondation et développement
Chez l'être humain, la parthénogenèse n'est pas possible, c'est-à-dire que la rencontre d'une gamète mâle (spermatozoïde) et d’une gamète femelle (ovule) est obligatoire pour avoir une reproduction naturelle ; Il existe cependant aujourd'hui de nombreux processus permettant la procréation à des couples ou femmes pas ou peu fertiles, telle l'insémination à partir d'un don de sperme, le don d'ovocyte et différentes méthodes de procréation médicalement assistée

### Phases de grossesse
La période de grossesse dure 9 mois et se divise en deux grandes périodes de la fécondation.
De la fécondation jusqu'au début du 3e mois, c’est la période embryonnaire : une période pendant laquelle l’embryon se développe.
Du 3e mois jusqu'à l’accouchement c’est la période fœtale pendant laquelle le fœtus, qui est un être humain complètement formé, continue sa croissance et développe ses réactions au monde extérieur.

### Différentes étapes de croissance / Nidation
La chronologie utilisée ci-dessous décrit les changements spécifiques de l'anatomie et de la physiologie du fœtus depuis la fertilisation. Cependant, les obstétriciens emploient souvent l'âge de gestation qui, par convention, précède de deux semaines l'âge de fertilisation (ou âge conceptionnel). Durant tout cet article, sauf mention contraire, nous mesurerons l'âge à partir de la fertilisation.
8 semaines (L'étape fœtale commence)
Le risque de perte du fœtus est fortement diminué au début de cette étape. À ce stade, toutes les structures majeures, incluant les mains, les pieds, la tête, le cerveau, et d'autres organes sont présents, mais ils continuent à se développer et deviennent de plus en plus fonctionnels. Quand l'étape fœtale débute, un fœtus mesure environ 30 millimètres de long, et son cœur bat déjà. Le fœtus arrive à plier la tête, et effectue des mouvements qui impliquent tout le corps. Le cerveau montre des signes d'activité dès le 54e jour. Une empreinte digitale commence à se former et est un peu visible à ce stade.
8 à 15 semaines
Le fœtus continue de se déplacer et bouge désormais plus précisément certains organes moteurs tels que les bras ou les jambes, des mouvements de hoquet, de respiration, d'étirement et de bâillement sont aussi observables. Ces simulacres de respirations sont importants et nécessaires au bon développement de ses poumons et remplissent ce rôle plutôt que d'apporter une quelconque quantité d'oxygène à ce stade-là. À partir de la 9e semaine le fœtus peut plier ses doigts autour d'un objet, plier les jambes ou encore courber les orteils en réponse à un contact sur le pied pour s'en éloigner. Le visage est bien formé et possède un aspect plus humain. Les paupières sont fermées et le resteront pendant plusieurs mois encore. La différenciation des organes génitaux mâle ou femelle devient prononcée. Des "bourgeons" de dents apparaissent, les membres ont continué de grandir et sont minces, de plus les globules rouges sont produits dans le foie. Des cheveux fins - appelés lanugo - apparaissent sur la tête. L'appareil gastro-intestinal forme le méconium, premières selles du fœtus. La peau du fœtus est pratiquement transparente. Les tissus musculaires et osseux se sont encore développés. Les premiers signes mesurables de l'activité électroencéphalographique se produisent durant la 12e semaine. Vers la fin de cette étape, le fœtus atteint environ la taille de 15 centimètres.
16 à 25 semaines
Le lanugo couvre entièrement le corps. Les sourcils, les cils et les ongles (des mains et des pieds) apparaissent. Le développement de ses muscles s'est accru, et des alvéoles (sacs d'air) se forment dans ses poumons. Le système nerveux est désormais suffisamment développé pour contrôler quelques fonctions du corps. Les cochlées sont maintenant développées cependant les gaines de myéline dans la partie neurale du système auditif continueront de se développer jusqu'à dix-huit mois après la naissance. Le système respiratoire s'est développé à un point où il permet les échanges gazeux. L'accélération, les premiers mouvements fœtaux discernables par la mère sont souvent sentis durant cette période. Une femme enceinte pour la première fois (c'est-à-dire primipare) sent généralement les mouvements fœtaux aux alentours de la 18 et 19e semaine, alors qu'une femme ayant déjà eu un enfant sentira généralement les mouvements vers la 16e semaine. Vers la fin de ce cinquième mois, le fœtus mesure environ vingt centimètres.
26 à 38 semaines
La quantité de graisses corporelles augmente rapidement. Les poumons ne sont pas entièrement matures. Les connexions aux thalamus, qui gère les facteurs sensoriels, se forment. Les os sont complètement matures mais sont encore mous et flexibles. Le fer, le calcium et le phosphore deviennent plus abondant. On observe une activité électroencéphalographique continue à partir de la 30e semaine. Les ongles atteignent les extrémités des doigts. Le lanugo commence à disparaître excepté sur les bras et les épaules. Les bourgeons de sein sont présents. Les cheveux deviennent plus épais. La naissance est imminente et se produit autour de la 38e semaine. Le fœtus est considéré comme arrivé à son terme de développement entre la 35e et 40e semaine, ce qui signifie qu'on le considère apte à vivre en dehors de l'utérus. Il peut mesurer (sans anomalie) de 48 à 53 centimètres.
Le fœtus peut se modifier en cours de croissance selon les gênes pathogènes qu'il aurait acquis au début de son développement.

### Résumé
L’embryon se développe dans l’utérus de la mère, à l’intérieur d’une poche remplie de liquide qui le met à l’abri des chocs. L’embryon est relié au placenta par le cordon ombilical.
La grossesse dure 9 mois. Au début, l’embryon est plus petit qu’une tête d’épingle. À l’âge de 3 semaines, sa taille est celle d’un grain de blé. À la naissance, le bébé pèse 3 kg. À l’âge de 8 semaines, l’embryon ressemble déjà à un être humain en réduction et devient un fœtus.
Au niveau du placenta, le sang de la mère et celui de son fœtus ne se mélangent pas. Cependant, les aliments et l’oxygène contenus dans le sang de la mère passent dans le sang du « bébé ». En sens inverse, les déchets (l’urée) contenus dans le sang du fœtus passent dans le sang maternel.
La naissance d’un bébé n’est possible que si un ovule est fécondé par un spermatozoïde. L’œuf se fixe dans l’utérus de la mère et devient le bébé.
À la naissance, un nouveau-né est un être inachevé. La « construction » de son système nerveux se poursuit encore pendant plusieurs années.
La croissance d’un enfant est très lente : elle dure un quart de la vie.
À quatre mois et demi, le fœtus mesure 25 cm environ. Il peut plier et détendre ses jambes et la mère commence à le sentir bouger.
Le placenta est une zone d’échanges entre le sang de la mère et celui du bébé.
De fortes contractions de l’utérus entraînent la rupture de la poche des eaux et poussent le bébé dehors. Le col de l’utérus se dilate et le bébé sort, la tête la première normalement. Dix minutes après la sortie du bébé, de nouvelles contractions de l’utérus expulsent le placenta.
L’accouchement représente, pour le nouveau-né, un changement considérable de ses conditions de vie. Dès que sa tête apparaît, l’enfant aspire d’abord un grand bol d’air qui déplisse ses alvéoles pulmonaires puis il expire profondément en poussant son premier cri. Le bébé n’a plus besoin du placenta pour respirer, manger… À partir de maintenant, il respire avec son nez, mange avec sa bouche, urine grâce à ses reins…

### Croissance
Les membres inférieurs étant généralement repliés, on mesure le fœtus du sommet de sa tête au coccyx.
| Âge        | Taille |
| ---------- | ------ |
| 2 semaines | 1,5 mm |
| 3 semaines | 2,5 mm |
| 4 semaines | 5 mm   |
| 2 mois     | 3,5 cm |
| 4 mois     | 13 cm  |
| 6 mois     | 23 cm  |
| 7 mois     | 24 cm  |
| 9 mois     | 28 cm  |

### Quelques étapes caractéristiques après la naissance
1 mois :
- le bébé dort 20 heures par jour ;
- il faut prendre soin de l'allonger sur le dos pour éviter tous risques d'étouffements.

4 mois :
- lorsqu’on le porte, le bébé tient la tête droite et oriente son regard vers les objets qu’on lui présente ;
- il saisit des objets et les porte à la bouche ;
- couché dans son lit, il joue avec ses mains et ses pieds ;
- il retient les premiers visages.

6 mois :
- le bébé se tient assis, si on l’assoit ;
- il passe les objets d’une main à l’autre ;
- couché sur le ventre, il peut se retourner sur le dos ;
- il répète diverses syllabes inlassablement.

10 mois :
- le bébé s’assied tout seul et commence à marcher à « quatre pattes » et les bébés précoces se mettent debout ;
- il peut se lever en s'aidant d’un appui ;
- les syllabes émises (« ma…ma ») sont bien distinctes.

14 mois :
- le bébé marche et peut même grimper les escaliers à quatre pattes ;
- la main est habile : l’enfant construit une tour avec des cubes ;
- il comprend de nombreux mots.

2 ans :
- l’enfant court, saute, monte les escaliers ;
- il parle de plus en plus, construit des phrases ;
- il joue avec des jeux de plus en plus complexes.

3 ans :
- l'enfant commence à crayonner sur du papier, il est capable de jouer avec une pelle et un seau ;
- il comprend le sens des mots mais s’exprime encore avec difficulté ;
- il commence à manger seul.